# Kuchary Królewskie
Kuchary Królewskie – wieś sołecka w Polsce położona w województwie mazowieckim, w powiecie płońskim, w gminie Sochocin.
Wieś Kuchary należał do starostwa ciechanowskiego. W latach 1975–1998 miejscowość administracyjnie należała do województwa ciechanowskiego.